# Erwin Papperitz
Johannes Erwin Papperitz (* 17. Mai 1857 in Dresden; † 5. August 1938 in Bad Kissingen) war ein deutscher Mathematiker, der sich insbesondere mit Funktionentheorie und darstellender Geometrie beschäftigte.

## Leben
Papperitz wurde 1857 in Dresden als Sohn des Dresdner Landschaftsmalers Gustav Friedrich Papperitz (1813–1861) und seiner Frau Marie Elisabeth (geborene Conradi) geboren. Von 1875 bis 1882 studierte er an den Universitäten Leipzig und München unter anderem bei Felix Klein, bei dem er 1883 in Leipzig promoviert wurde. In Leipzig schloss er sich der Studentenverbindung Landsmannschaft Afrania an.
1886 habilitierte er sich auf dem Gebiet der Funktionentheorie an der Technischen Hochschule Dresden (Polytechnikum), an der er drei Jahre später zum außerordentlichen Professor ernannt wurde. In einer Serie von Arbeiten leistete Papperitz wesentliche Beiträge zur Lösung eines auf Carl Friedrich Gauß und Bernhard Riemann zurückgehenden Problems aus der Theorie der hypergeometrischen Funktionen (Riemann-Papperitz-Differentialgleichung). 1886 heiratete er Clara Elisabeth Schilling, eine Tochter von Johannes Schilling, in Dresden.
Papperitz war 1890 Gründungsmitglied der Deutschen Mathematiker-Vereinigung und gehörte ab 1910 auch der Leopoldina an. 1892 wurde er als ordentlicher Professor für höhere Mathematik und Darstellende Geometrie an die Bergakademie Freiberg berufen. Von 1901 bis 1903, von 1905 bis 1907 und von 1923 bis 1924 amtierte Papperitz als Rektor der Hochschule. Für seine Verdienste wurde er zum Oberbergrat und 1911 zum Geheimen Bergrat ernannt. 
In Freiberg wandte sich Papperitz verstärkt der Darstellenden Geometrie zu. 1909 verfasste er den Beitrag zur „Darstellende Geometrie“ in der Enzyklopädie der mathematischen Wissenschaften, 1911 erhielt er ein Patent auf seinen kinodiaphragmatischen Projektionsapparat zur Darstellung von Kurven und Flächen im Raum.
Papperitz wurde 1927 emeritiert, sein Nachfolger in Freiberg war Friedrich Adolf Willers. Er starb 1938 in Bad Kissingen. Sein Grab befindet sich auf dem Donatsfriedhof in Freiberg.

## Schriften
- Über verwandte s-Functionen, Mathematische Annalen 25 (1884) S. 212–221, 26 (1885) S. 97–105
- Untersuchungen über die algebraischen Transformationen der hypergeometrischen Funktionen, Mathematische Annalen 27 (1886) S. 312–357
- mit Karl Rohn: Lehrbuch der Darstellenden Geometrie, 2 Bände, Leipzig 1893, 1896